# Партия центра (Турция)
Партия центра (тур. Merkez Parti) — политическая партия Турции, сформированная 2 июня 2014 года Абдуррахимом Карслы. Создать эту политическую партию пытались и в 2011 году. Партия утверждает, что она либеральна, но была обвинена в связях с изгнанным священнослужителем Гюленом. Несмотря на это лидер партии утверждает, что с партией подумывали объединиться более 15 мелких политических партий. Партия не имеет мест в Национальном собрании, после того, как получила 0,05 % голосов на июньских выборах 2015 года.